# オールナイトフジ (1969-1975)
『オールナイトフジ』は、かつてフジテレビで放送された深夜番組『オールナイトフジ』（All Night Fuji）のうち、1969年から1971年まではレギュラーとして、1975年までは特別番組として放送されていたテレビ番組である。

## 概要
1969年11月1日、平日深夜のナイトショー番組『テレビナイトショー』の土曜版、そしてラジオ深夜放送の人気番組『オールナイトニッポン』（ニッポン放送）のテレビ版（ニッポン放送との共同制作）としてスタートした。深夜のバラエティ番組としては、『11PM』などと並ぶ草分け的な番組である。
司会者は当時人気歌手だった舟木一夫、オールナイトニッポンのパーソナリティであった高崎一郎、ニッポン放送『ザ・パンチ・パンチ・パンチ』のDJだったモコ・ビーバー・オリーブ。他に三遊亭圓楽 (5代目)、小林大輔（当時フジテレビアナウンサー）もレギュラー出演していた。ゲスト歌手の大半は歌謡曲系で、比較的アダルトな雰囲気の内容だった。
初期には24:15 - 27:15の3時間番組として放送されていた。いずれは翌朝までの終夜放送を行う計画だったが、当時テレビの深夜放送は全くの未知数だったためにスポンサーが付かず、放送時間は1時間半、後に1時間にそれぞれ短縮され、結局1971年12月31日深夜（1972年1月1日未明）の新春（年越し）スペシャルをもって一旦レギュラー放送を打ち切った。
その後は1975年12月31日（1976年1月1日未明）まで新春スペシャルが続いた。

## ネット局
- フジテレビ